# Teillé, Sarthe

Teillé este o comună în departamentul Sarthe, Franța. În 2009 avea o populație de 530 de locuitori.